# Kurtrierischer Stundenstein

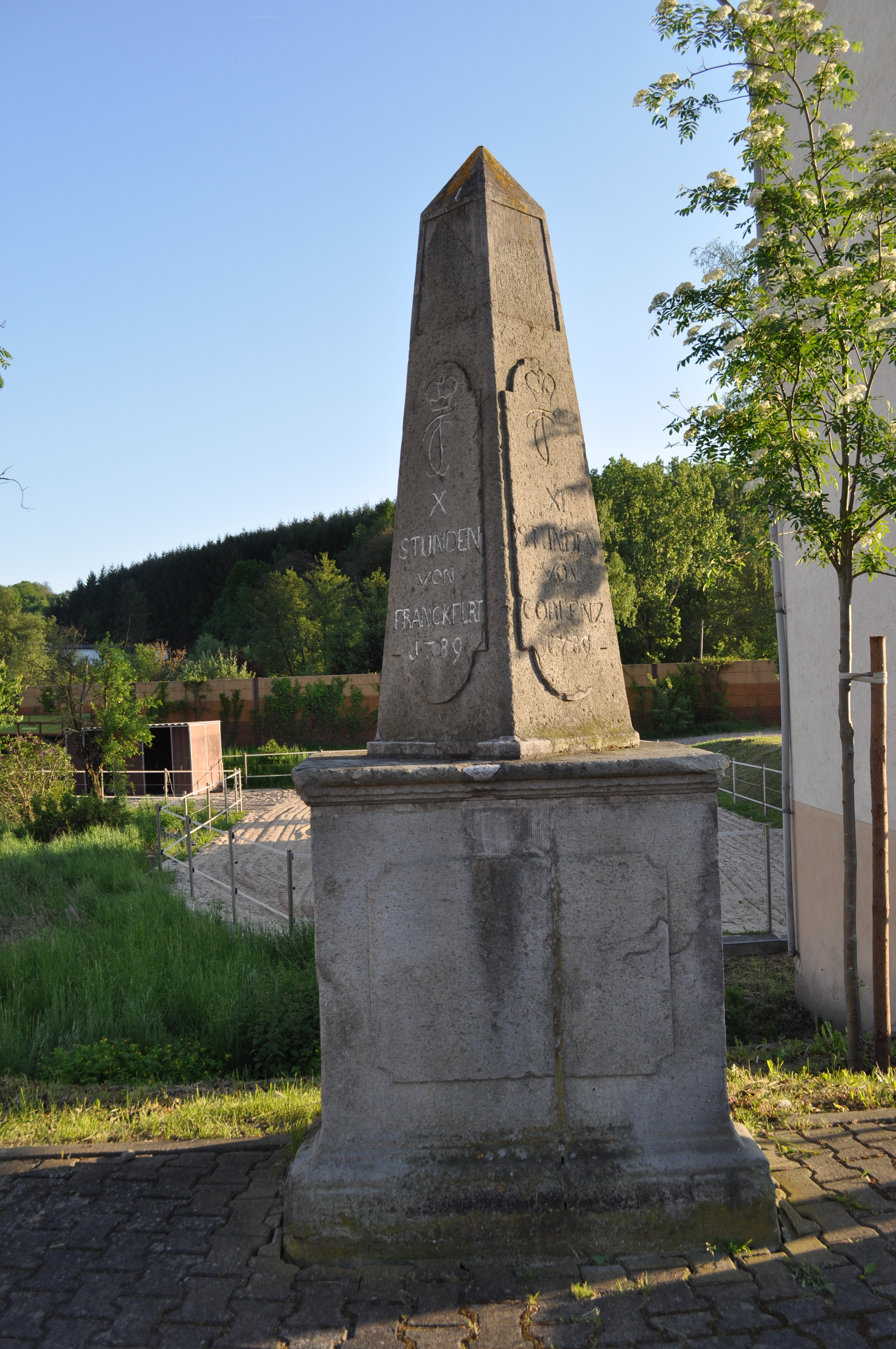
Kurtrierischer Stundenstein in Oberbrechen

Der Kurtrierische Stundenstein in Oberbrechen, einem Ortsteil der Gemeinde Brechen im mittelhessischen Landkreis Limburg-Weilburg, wurde 1788/89 errichtet. Der Distanzstein an der Frankfurter Straße ist ein geschütztes Kulturdenkmal.
Der Stundenstein ist einer der neun Entfernungssteine an der von Kurtrier 1788/89 ausgebauten Landstraße zwischen Koblenz und Frankfurt am Main über Limburg an der Lahn. Der letzte Stein auf kurtrierischem Hoheitsgebiet befand sich am Niederselterser Brunnen. 
Der Stundenstein in Oberbrechen wurde von der Laubusbach-Brücke in der Ortsmitte hierher versetzt. Auf dem Postament steht ein dreiseitiger Pylon, der zehn Postkutschen-Stunden nach Frankfurt und elf nach Koblenz angibt.